# Patrick Wymark
Patrick Wymark, född som Patrick Carl Cheeseman den 11 juli 1926 i Cleethorpes i Lincolnshire, död 20 oktober 1970 i Melbourne i Australien, var en brittisk skådespelare.
För svensk TV-publik blev han mest känd som den makthungrige chefen John Wilder, mannen som alla älskade att hata, i den brittiska TV-serien Maktspelet (The Power Game) åren 1965–1969.
Bland de filmer han medverkat i kan nämnas Repulsion från 1965 och Örnnästet från 1969.
Han fick fyra barn, och hans dotter Jane Wymark är också en känd skådespelare. Wymark avled 1970 i en hjärtinfarkt under en vistelse i Australien. 

## Filmografi i urval
- 1960 – Gentlemannaligan
- 1962 – The Cherry Orchard
- 1965 – På främmande mark
- 1965 – Repulsion
- 1969 – Örnnästet
- 1972 – Mannen från andra sidan